# Gesellschaft für Forensische Schriftuntersuchung
Die Gesellschaft für Forensische Schriftuntersuchung (GFS) e. V. ist ein deutscher Fachverband für Schrift- und Urkundensachverständige, welcher als eingetragener Verein in Frankfurt am Main gerichtlich registriert ist.

## Geschichte
Die Gesellschaft für Forensische Schriftuntersuchung (GFS) e. V. wurde am 14. Oktober 1951 als „Fachverband freiberuflicher gerichtlicher Schriftsachverständiger e. V.“ gegründet, welcher im Jahre 1967 in „Fachverband der Sachverständigen für gerichtliche Schriftvergleichung e. V.“ umbenannt wurde. Einhergehend mit der letzten Namensänderung 1985 wurden auch Aufgaben und Ziele neu definiert, sowie die Satzung grundlegend geändert.

## Ziele und Aufgaben
Die Gesellschaft betreibt die Förderung der Forensischen Schriftuntersuchung in Forschung und Praxis und vertritt die Belange des Berufsstandes der Schriftsachverständigen. Dabei wird „Schriftuntersuchung“ in einem weiten Sinn verstanden, da auch Gebiete der Urkundenprüfung inbegriffen sind.
Diese Ziele werden insbesondere durch die Ausrichtung von Kongressen und Tagungen umgesetzt, die der Forschung und Weiterbildung sowie dem Austausch von Berufserfahrungen dienen.
Ein weiteres Tätigkeitsfeld ist die Wahrung und Pflege der Berufsethik sowie Förderung des Ansehens des Berufsstandes und im Schutz der Öffentlichkeit vor unzureichend ausgebildeten Personen. Im Vordergrund steht dabei insbesondere die Unterstützung der Staatsanwaltschaften und Gerichte sowie der Industrie- und Handelskammern bei der Benennung und Prüfung von geeigneten Gutachtern sowie die Abgrenzung zur Graphologie. Die Mitwirkung bei der Regelung des Ausbildungs- und Prüfungswesens sowie der Qualitätssicherung für Sachverständige der Forensischen Schriftuntersuchung bildet einen weiteren Schwerpunkt des Aufgabenspektrums. Außerdem sieht die GFS in der Zusammenarbeit mit einschlägigen Fachvereinigungen im In- und Ausland eine wichtige Aufgabe.

## Organe
Die Organe sind die Mitgliederversammlung, der Vorstand (Präsident, Vize-Präsident, Geschäftsführer, Rechnungsführer und Tagungsreferent), die Prüfungskommission (Vorsitzender und zwei Beisitzer) sowie das Schieds- und Ehrengericht (Vorsitzender und zwei Beisitzer).

## Mitgliedschaft
Die ordentliche Mitgliedschaft in der Gesellschaft erfordert insbesondere die Erfüllung der in der Prüfungsordnung festgelegten fachlichen Kriterien und den Nachweis der besonderen Qualifikation zur Erstattung einschlägiger Gutachten auf dem Gebiet der Forensischen Schriftuntersuchung sowie der Verfügbarkeit der für die Ausübung der Sachverständigentätigkeit erforderlichen Einrichtungen.
Ordentliche Mitglieder dürfen die Berufsbezeichnung „Sachverständiger für Forensische Schriftuntersuchung (GFS)“ bzw. „Sachverständiger für Forensische Urkundenuntersuchung (GFS)“ führen sowie den Stempel der GFS benutzen und werden in die Sachverständigenliste der Gesellschaft aufgenommen.